# Otuzco (tỉnh)
Tỉnh Otuzco (tiếng Tây Ban Nha: Provincia de Otuzco) là một tỉnh thuộc vùng La Libertad của Peru. Tỉnh Otuzco có diện tích 2111 kilômét vuông, dân số thời điểm theo điều tra dân số ngày 11 tháng 7 năm 1993 là 83687 người. Tỉnh lỵ đóng ở Otuzco.